# 菊華高等学校
菊華高等学校（きくかこうとうがっこう）は、愛知県名古屋市守山区小幡5-8-13にある私立高等学校。運営は学校法人菊武学園。1962年（昭和37年）に守山女子商業高等学校として開校し、1992年（平成4年）に現在の校名に改称した。

## 設置学科
全日制課程
- 普通科
  - 総合進学コース
  - 保育・福祉コース
  - スポーツコース
  - アクトコース
- 情報ビジネス科（女子のみ）

## 歴史
- 1948年（昭和23年）11月 - 名古屋市東区に菊武タイピスト養成所が設立される[1]。
- 1962年（昭和37年）4月 - 名古屋市守山区に守山女子商業高等学校が開校する[1]。
- 1968年（昭和43年）1月 - 台湾の育達高級商業職業学校と海外姉妹校提携を結ぶ[1]。
- 1976年（昭和51年）4月 - 名古屋女子商科短期大学（現・名古屋経営短期大学）が春日井市から守山女子商業高校キャンパス内に移転する[1]。
- 1983年（昭和58年）4月 - 名古屋女子商科短期大学が守山女子商業高校キャンパス内から尾張旭市に移転する[1]。
- 1992年（平成4年） - 守山女子商業高等学校から菊華高等学校に改称する。普通科を開設する[1]。

## 制服
本校の制服は何度か変更されている。
2006年度に変更された制服は、制服ブランドのミッシェル・クラン・スコレールによる、全国初の制服である。ミッシェル・クラン・スコレールは、フランスのファッションブランドミッシェル・クランが日本のカンコー学生服を取り扱うozakiと提携してできたブランドである。男女共、ブレザーとなっており、男子は金ボタン2つのシングル、女子は金ボタン4つのダブルである。スカートはチェック柄で、夏服は青、冬服はグレーとなっている。
2012年度にも変更されている。AKB48の渡辺麻友が2012年に発売した『ヒカルものたち』の特典DVDには、全国47都道府県の制服を着たミュージックビデオが収録されており、愛知県代表には本校の制服（2012年度版）が選ばれた。この際、渡辺は本校の制服を指して、「リボンやスカートにところどころ入っているピンクが、女の子らしくてかわいい」と評価している。

## 不祥事

### ボクシング部顧問による体罰事件
2024年2月にボクシング部顧問を務める男性教諭が複数の男子部員に対し、頭を殴るなどの体罰をしていたことが判明した。教員は事実を認め、辞表を提出した上で退職した。

## 部活動

### 運動部
- 硬式野球部
- バスケットボール部
- 女子バトン部
- サッカー部
- 女子ソフトボール部
- 卓球部
- 硬式テニス部
- ソフトテニス部
- 陸上競技部
- バレーボール部
- ウエイトリフティング部
- スケート部
- ダンス部
- ボクシング部
- 剣道同好会

### 文化部
- コーラス部
- 茶華道部
- 書道部
- 演劇部
- イラスト部
- 家庭科部
- 箏曲部
- 軽音楽部
- 商業実務部
- パソコン部
- 放送部
- 写真部
- 吹奏楽部
- 将棋・囲碁・チェス同好会
- 映画SF同好会

## 著名な出身者
- 緒月遠麻 - 元宝塚歌劇団宙組男役
- 張本優大 - プロ野球選手
- 高山勝成 - プロボクサー
- 金城隼平 - プロボクサー
- しまざき由理　-　歌手
- 草薙航基 - 芸人（お笑いコンビ宮下草薙）

## 系列校
- 名古屋産業大学・大学院
- 名古屋経営短期大学
- 名古屋ウェディング&フラワー・ビューティ学院
- 菊武ビジネス専門学校
- 菊武幼稚園